# Gigantochernes franzi
Espèce
Gigantochernes franzi est une espèce de pseudoscorpions de la famille des Chernetidae.

## Distribution
Cette espèce est endémique de la région de Santiago au Chili. Elle se rencontre vers La Plata.

## Publication originale
- Vitali-di Castri, 1972 : El genero sudamericano Gigantochernes (Pseudoscorpionida, Chernetidae) con descripcion de dos nuevas especies. Physis Buenos Aires, vol. 31, no 82, p. 23-38.